# Industrijalizacija
Industrijalizacija je pojačavanje udjela industrije u ukupnom gospodarstvu. U novije se doba sve više govori o postindustrijskom dobu. Proces industrijalizacije obuhvaća ulaganja, ne samo u industriju, već također i u infrastrukturu kao promet i informatiku, i ljudski kapital kao obrazovanje i njegu. Države u kojima je industrijalizacija tek započela nazivaju se "zemljama u razvoju". Države u kojima je industrijalizacija uglavnom provedena nazivaju se "novo industrijaliziranim zemljama", dok države kod kojih je taj proces završen nazivaju se "razvijene zemlje".
Utjecaj industrije na prostor proučava industrijska geografija koju je u Hrvatskoj razvio Dragutin Feletar. Industrijalizacija uzrokuje i povećani broj gradskog stanovništva zbog razvijanja prometa.